# Mapa de Freycinet de 1811

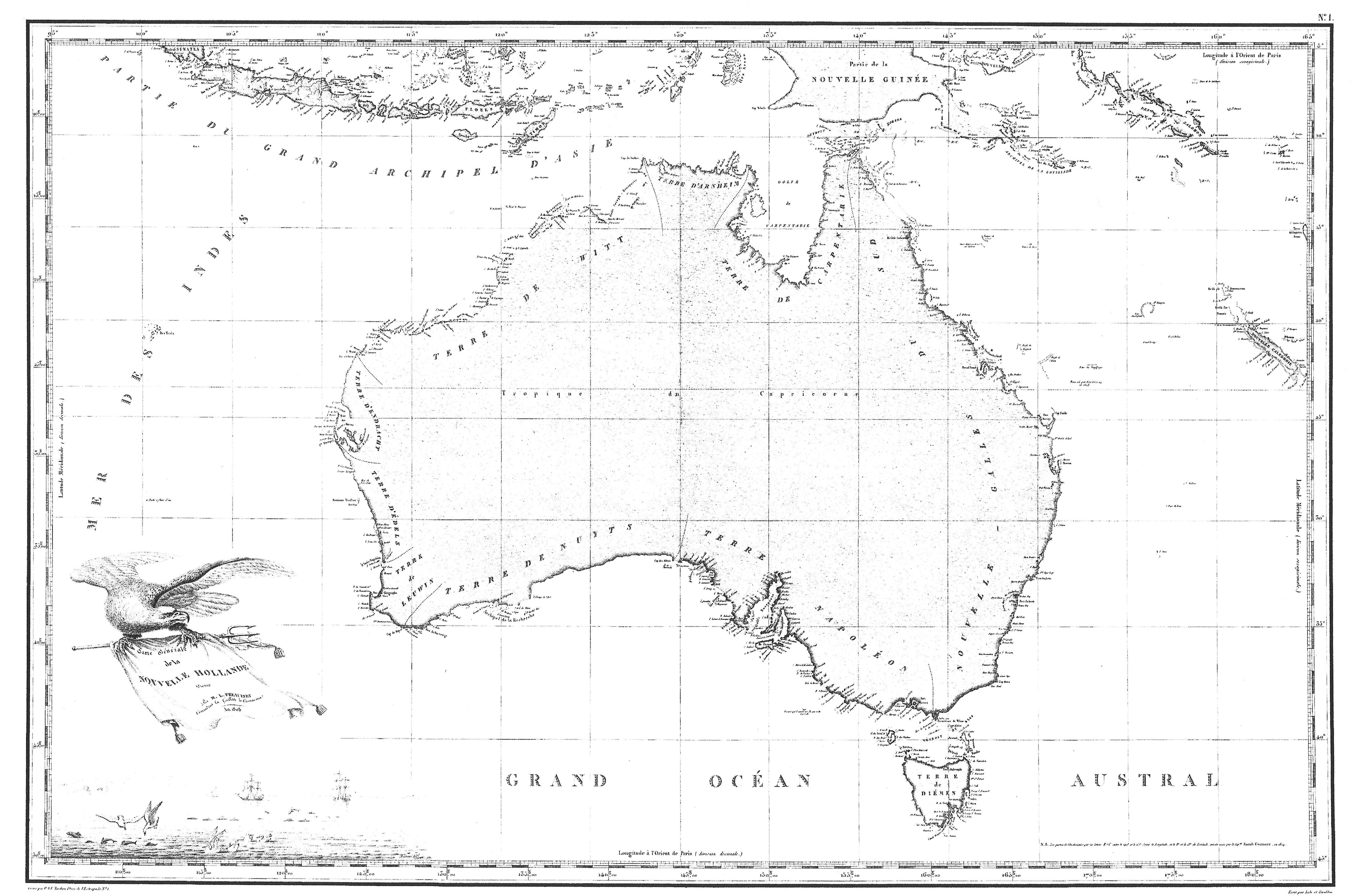
Mapa de Freycinet de 1811

El mapa de Freycinet de 1811 es el primer mapa de Australia que muestra el bosquejo completo del país. Fue dibujado por Louis de Freycinet y fue el resultado de la Expedición Baudin, un viaje de exploración científica patrocinado por la Marina francesa (1800-1803). 
La publicación de los volúmenes que dan cuenta oficial de la expedición (Voyage de Découvertes aux Terres Australes) y los atlas asociados fue autorizada por Napoléon el 4 de agosto de 1806. François Péron (miembro de la expedición), junto con el naturalista Lesueur, se hizo cargo, junto con Louis de Freycinet, quien ya había estado trabajando en las listas, para emprender la cartografía. Pero surgieron una serie de dificultades y demoras, y el proyecto tardó diez años en completarse, lo que generó cierta confusión en el orden de publicación. El primer volumen, Historique, se publicó en 1807, pero el segundo volumen, también Historique, no se publicó hasta 1816, aunque el volumen 3, Navigation et Geographie, ya se había publicado en 1815. Esto se debió en parte a la muerte de François Péron en 1810 por tuberculosis, cuando de Freycinet se hizo cargo de los volúmenes finales, y en parte por las tensas finanzas del gobierno.
Surgieron varias controversias con la publicación de los volúmenes y mapas. Incluido en estos estaba la eliminación casi completa de cualquier referencia a Nicolas Baudin y, al parecer de Péron, la aplicación de nombres franceses a muchos accidentes geográficos y costas ya exploradas y nombradas por otros navegantes, particularmente el inglés Matthew Flinders. Estos fueron corregidos en ediciones posteriores. El mapa de Freycinet se publicó en la segunda parte del Atlas Historique en 1811.